# Agrotis bilix
Agrotis bilix là một loài bướm đêm trong họ Noctuidae.